# Metoda Dvoraka

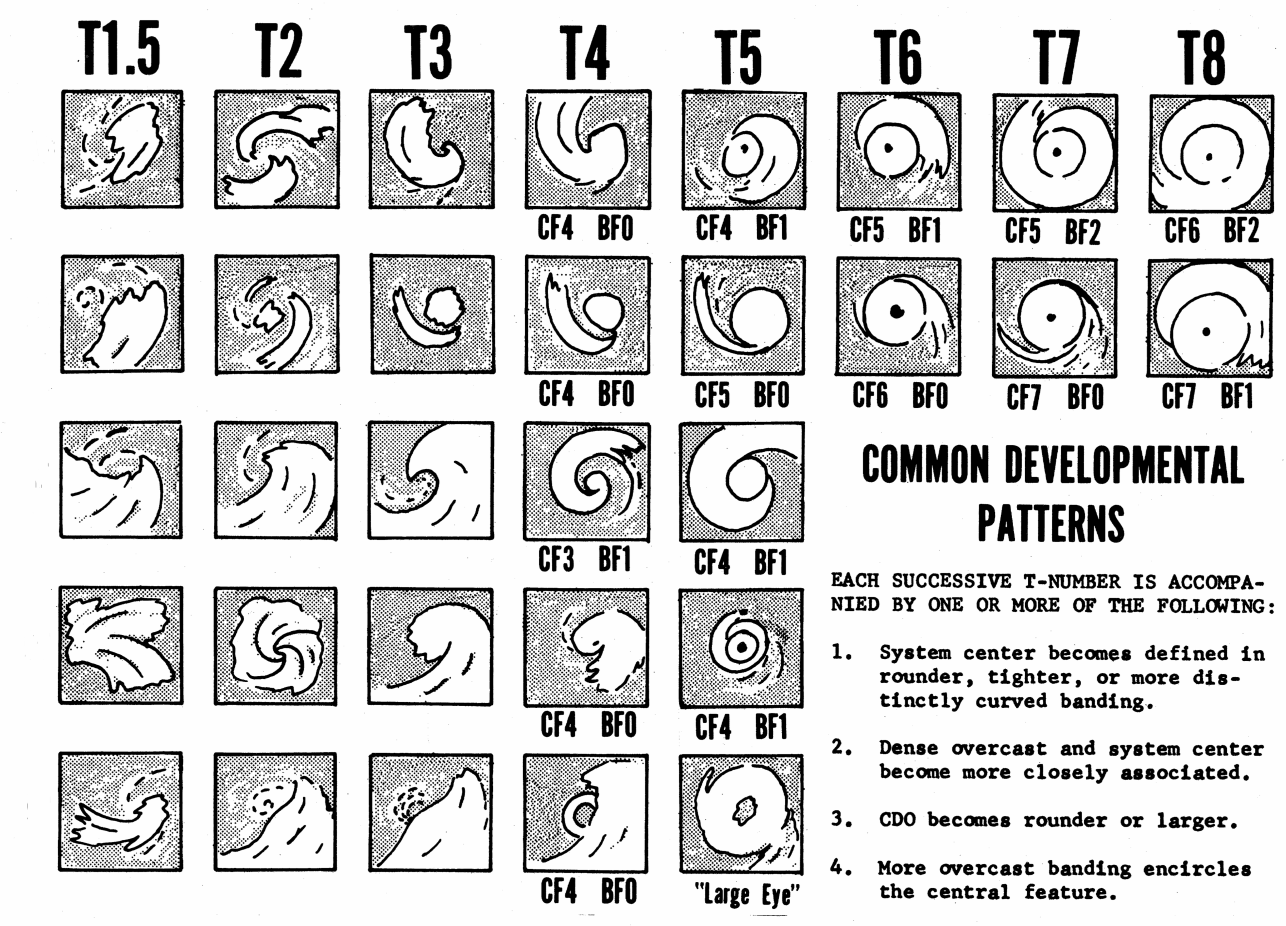
Wykres anatityczny dla 8 typów huraganów wraz z ich stadiami rozwoju

Metoda Dvoraka – sposób oceny intensywności cyklonów tropikalnych na podstawie zdjęć satelitarnych (klasycznych i w podczerwieni), opracowany przez amerykańskiego meteorologa Vernona F. Dvoraka w latach 1969–1984.
Wśród instytucji stosujących tę metodę wymienić można Tropical Analysis and Forecast Branch (TAFB), Satellite Analysis Branch (SAB) oraz Joint Typhoon Warning Center (JTWC).